# سیمون ارچارد
سیمون ارچارد (انگلیسی: Simon Orchard؛ زادهٔ ۹ ژوئیهٔ ۱۹۸۶) ورزشکار هاکی روی چمن اهل استرالیا است.
وی در مسابقات کشوری و بین‌المللی در مجموع برندهٔ ۶ مدال طلا، ۲ مدال برنز شده‌است.